# دانشگاه پلی‌تکنیک نانت

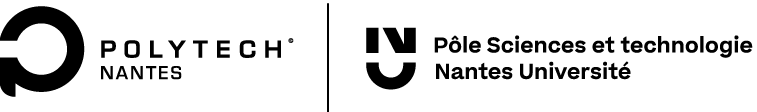
لوگوی دانشگاه پلی‌تکنیک نانت

دانشگاه پلی‌تکنیک نانت یک دانشگاه فرانسوی زبان در شهر نانت فرانسه است.

## رشته‌های مورد تدریس در این دانشگاه
- مهندسی مواد
- مهندسی انرژی
- مهندسی شهرسازی
- مهندسی کامپیوتر
- مهندسی انرژی